# Герб Шамушки
Ге́рб Шаму́шки — офіційний символ містечка Шамушка, Португалія. Використовується як територіальний герб. У срібному щиті пурпуровий лев, що спирається на задні лапи, із синім озброєнням. У чорній облямівці чотири золоті виноградні грона з листям, розташовані навхрест. Між ними чотири золоті гранати із червоним насінням. Щит увінчує срібна мурована містечкова корона з чотирма вежами.  Під щитом біла стрічка, на якій великими літерами напис португальською: «vila da Chamusca» (містечко Шамушка).  Офіційно затверджений 10 травня 1934 року.  

## Галерея

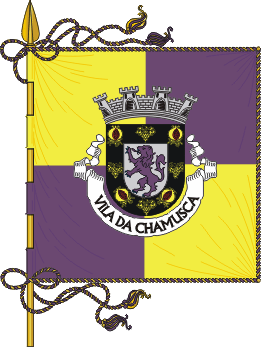
Прапор